# ディオゴ・デ・コート
ディオゴ・デ・コート（Diogo de Couto, 1542年頃 - 1616年12月10日）は、ポルトガル王国・リスボン生まれの探検家・編年史家である。アジアの風俗や歴史を取り扱った『アジア史』の編纂で知られる。16世紀、当時としては珍しいアンコール遺跡の実証的な歴史を記した。ディオゴ・デ・コウトとも表記される。

## 概略
ディオゴ・デ・コートはポルトガル王国のリスボンで生まれた。当時のポルトガル領インドを拠点とし、アジア研究に没頭する。
1614年に出版されるはずだった当時のアンコールの都城に関する彼の年代記は、1958年になるまで日の目を見ることはなかったが、この報告によって遺跡の美しさを中心に描写されている同時代の他の報告ではあまり語られなかった、アンコールの都市周辺で暮らす人々の暮らしが明らかになった。
コートはアンコール・ワットは王（スールヤヴァルマン2世）が自分の墳墓のために立てた寺院であり、周辺の寺院も歴代の王の墳墓になっていると指摘しており、現在でもこれは正しい説とされる。
当時、アンコール遺跡を地元の住民の祖先が建てた物とは信じなかった探検者たちは、遺跡はアレクサンドロス3世（大王）、ローマ帝国のトラヤヌス帝、さらには中国のユダヤ人が建造した物ではないかとの説を唱えていた。しかし、遺跡の壁画に残されていた古クメール碑文の文字がインドの影響を受けていると見抜いたコートは解読を試み、碑文は都城が「20人の王たちの継承」によって造営され、カンボジア人によって建立されたと伝えていることを記述している。